# Binh Ba
L'île de Binh Ba est une île du Vietnam surnommée l'île du homard.

## Localisation
L’île de Binh Ba est située dans la commune de Cam Binh, à Cam Ranh, à la province de Khanh Hoa au Vietnam. Elle forme un bouclier à la baie de Cam Ranh en cas de tempête et crée deux entrées dans la baie.
L’île de Binh Ba a une superficie de plus de 3 kilomètres carrés.

## Histoire
« Binh » est dans le mot « Bình Định », c’est-à-dire, pacifier quelque chose. Le mot « Ba » montre que ce sont trois hommes qui sont les premiers habitants de l'île. Ils se nommaient Nguyễn Phụng, Phan Bạc, Nguyễn Hơn. Ces trois hommes venaient de la province de Binh Dinh.
En 1820, après que la dynastie Tây Sơn a été défaite par les forces de la dynastie Nguyễn[incompréhensible], c'est alors que les trois hommes déjà mentionnés ont quitté leur province et ont accidentellement découvert cette île.

## Lieux remarquables
- La plage Bai Chuong

Bai Chuong est à environ 15 km du port de Cam Ranh. C'est là que se lève le plus tôt le soleil sur l'île de Binh Ba,.
- La plage Bai Nom

La plage, est située au milieu de la montagne, est à 300 m du marché dans la partie sud de l'île alors les gens ne pourront pas regarder le lever ou le coucher du soleil à la plage Bai Nom. Il y a aussi des coraux, des vagues réservées à ceux qui savent nager.
- Le Hon Rua

Le Hon Rua, les zones rocheuse faisant saillie pour former une tortue qui est un lieu où se concentrent de nombreux coraux ouverts. Une plage de sable blanc et une mer bleue limpide au fond,.
- Du Lich Khanh Hoa

Du Lich Khanh Hoa, les zones rocheuse faisant saillie pour former une tortue qui est un lieu où se concentrent de nombreux coraux ouverts. Une plage de sable blanc et une mer bleue limpide au fond,.

## Spécialités
Il y a beaucoup de spécialités à savourer comme :
- Homard : Binh Ba a été surnommé l'île du homard. Il possède nombreux de homards, comme homards grillés, la bouillie de homard, etc. Le prix : 800.000-1.200.000VND/kg[12].
- Papier de riz à la mangue
- Papier de riz cuit au four avec mam ruoc
- Fruits de mer séchés
- Crêpes vietnamiennes